# Batalha de Coroneia (394 a.C.)
A batalha de Coroneia em 394 a.C. foi uma batalha na Guerra de Corinto, na qual os espartanos e seus aliados sob a liderança do Rei Agesilaus II derrotou uma força de Tebas e Argives que estava tentando bloquear sua marcha de volta ao Peloponeso.

## Contexto
A guerra de Corinto começou em 395 a.C., quando Tebas, Argos, Corinto e Atenas, junto com o apoio e financiamento da Pérsia, se uniram para se opor a intervenção de Esparta na Lócrida e Fócida. No começo da guerra, Agesilau se encontrava na Jônia, em campanha contra os persas. Quando começou os confrontos, foi chamado de volta a Esparta, e iniciou uma marcha terra adentro através da Trácia e Grécia central até o Peloponeso. Ao entrar na Beócia se encontrou com uma força composta principalmente por tebanos, além seus aliados beócios e argives.
As forças de Agesilau eram composta por um regimento esparciata, além de um contingente hilota e outras forças da Liga do Peloponeso. O confronto entre os dois exércitos, que se deu perto do Monte Hélicon, ainda contou com um contingente formado por beócios, atenienses, orcomênios  e lócrios no lado adversário. No total, os aliados de Tebas contavam com 20 000 hoplitas, enquanto Agesilau podia contar com uns 15 000 hoplitas. As forças de cavalaria de ambos os lados era equivalente, mas Agesilau tinha substancialmente mais peltastas.
Antes da batalha, alguns dos membros do exército de Agiselau se encontravam preocupados por um presságio que havia sido feito alguns dias antes. Para dar tranquilidade, Agiselau primeiro os fez recordar da recente vitória espartana em Nemeia e que o navarco espartano Pisandro havia sido morto em uma vitória contra a frota persa. Na verdade, Agiselau sabia que ele havia sido morto em uma esmagadora derrota na batalha de Cnido, embora sua mentira serviu para aumentar a moral das tropas antes da batalha. 
No outro lado, a derrota em Nemeia pesava contra as tropas de Argos e Corinto. Os atenienses tão pouco tinham a moral muito alta, estavam familiarizados com os altos e baixos da sua anterior e desastrosa guerra contra Esparta na guerra do Peloponeso, e também com a facilidade dos persas em mudar de lado segundo seus interesses. Só os beócios pareciam estar confiantes em conseguir a vitória.

## A batalha
A medida que os exércitos se aproximavam, Agiselau comandava eles mesmo a parte direita do exército, formado por espartanos. Na esquerda se encontravam os veteranos do Dez Mil (gregos da Ásia Menor), conjuntamente com os fócios. Os tebanos enfrentariam os orcomênios e os argives os espartanos. 
Ambos os exércitos avançaram em silêncio total. A 200 jardas de distância, os tebanos gritaram seu grito de guerra e se lançaram para o ataque. A 100 jardas de distância, os veteranos dos Dez Mil, comandados por Herípidas, avançaram contra as tropas inimigas e logo envolveram seus adversários.
Já os argives entraram em pânico antes mesmo que os espartanos comandados por Agiselau pudessem alcançá-los. Eles debandaram para o monte Hélicon. 
Os mercenários de Agiselau assumiram que a batalha havia acabado e inclusive ofereceram uma condecoração ao rei para comemorar a vitória. Então chegou a notícia do outro flanco: os tebanos haviam derrotado os orcomênios e estavam nas carruagens com suprimentos, destruindo o saque que traziam da Ásia. Logo que soube disso, Agiselau movimentou sua falange e se dirigiu contra os tebanos, momento em que estes perceberam que seus aliados haviam fugido.  Os tebanos então botaram em prática a ideia desesperada de tentar furar as linhas inimigas para se juntar aos aliados que esperavam no monte.
Agiselau decidiu por sua falange diretamente no caminho dos tebanos, ao invés de tentar flanquear as forças adversárias, e o que se seguiu foi um dos maiores banhos de sangue da história das batalhas de hoplitas. Xenofonte assim descreveu: “ Escudo apertado com escudo lutavam, matavam e morriam aos montes”. No final uns poucos tebanos conseguiram alcançar o monte, mas nas palavras de Xenofonte “muitos outros morreram pelo caminho.”

## Eventos posteriores
Agiselau foi ferido em batalha e teve que ser levado de volta a falange. Assim que chegou a cavalaria foi informado que cerca de 80 homens haviam se refugiado em um templo nas proximidades. Agiselau ordenou que fossem perdoados e que era permitido ir onde quisessem.
Foi permitido uma pequena delegação tebana recolher os mortos. 
Segundo Diodoro Sículo, morreram mais de 600 beócios e seus aliados, e os espartanos perderam 350 de seus homens.